# Neubau-Kreuzstetten
Neubau-Kreuzstetten ist ein kleiner Ort in der Katastralgemeinde Niederkreuzstetten in der Marktgemeinde Kreuzstetten im Bezirk Mistelbach in Niederösterreich.

## Geschichte
Der kleine Ort entstand 1868/1870 mit der Errichtung einer Station der Laaer Ostbahn und ab 1870 durch die Errichtung von Produktionsanlagen einer Ziegelei.

## Kultur und Sehenswürdigkeiten

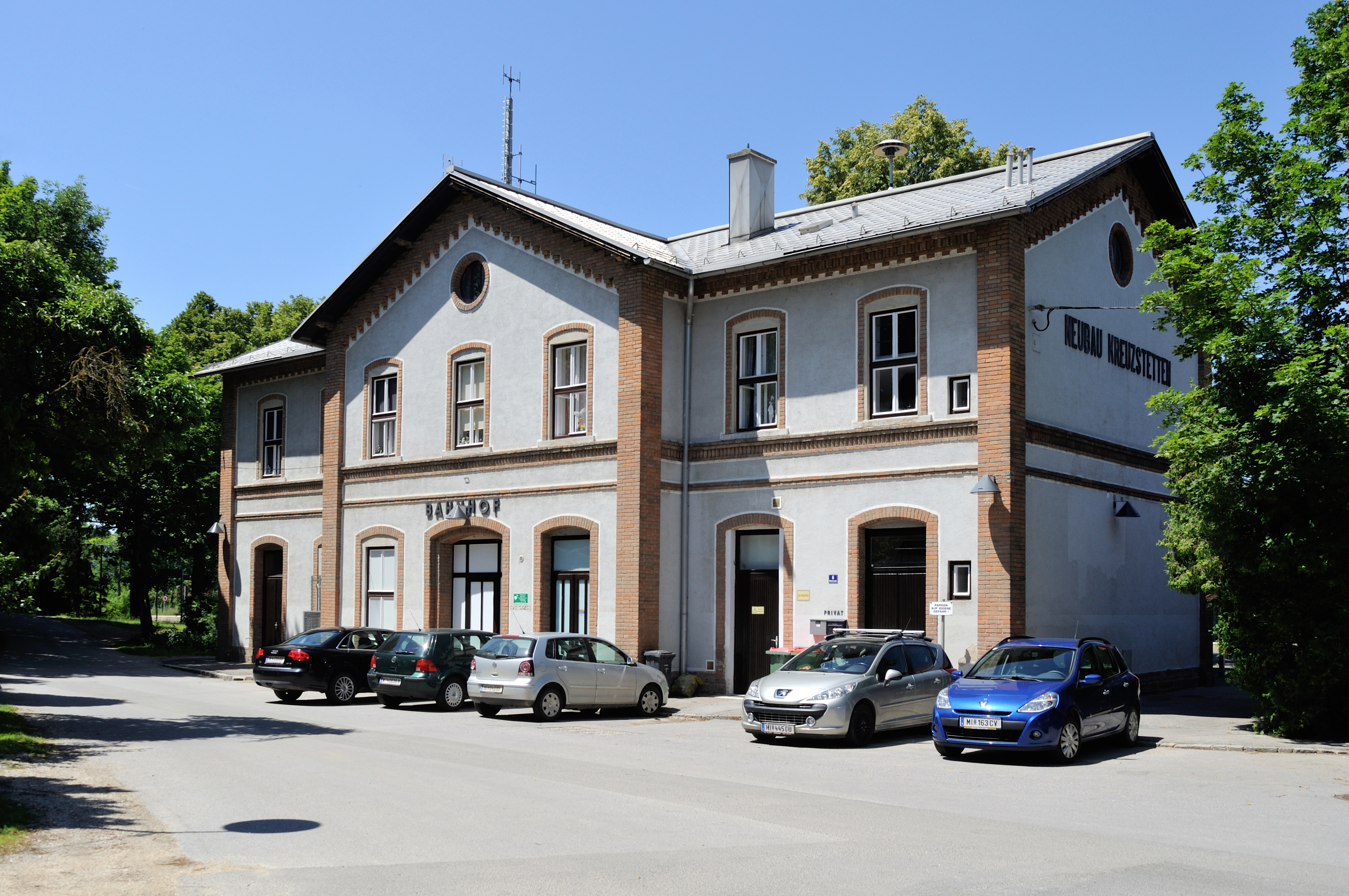
Bahnhofsgebäude in Neubau-Kreuzstetten

- Aufnahmsgebäude Neubau-Kreuzstetten
- Ziegelofen Neubau-Kreuzstetten
- Katholische Filialkirche Neubau-Kreuzstetten hl. Martin